# Ursula Geyer-Hopfe
Ursula Geyer-Hopfe (* 29. Februar 1924 in Freiberg; † 12. Januar 2023 ebenda) war eine deutsche Schauspielerin, Theaterregisseurin und Oberspielleiterin.

## Leben
Geyer-Hopfes Eltern waren Mitglieder im Theaterverein Freiberg. In einem Weihnachtsstück hatte Geyer-Hopfe mit vier Jahren an der Seite ihrer Mutter ihren ersten Bühnenauftritt.
Ende der 1930er Jahre spielte Geyer-Hopfe in einer neugegründeten Freiberger Laienspielgruppe unter anderem in Bauerntragödien mit. Dieser Theatergruppe gehörte sie bis zum Kriegsende an.
Geyer-Hopfe hatte keine reguläre Schauspielerausbildung durchlaufen. 1944 wurde sie im Dresdner Schloss als sachsenbester Schauspielnachwuchs ausgezeichnet. Hierfür bekam sie ein Stipendium für eine Schauspielerausbildung in Weimar. Die Urkunde hatte sie mit dem Einmarsch der Roten Armee vernichtet aus Angst, dass ihr das darauf befindliche Hakenkreuz Nachteile bringen könnte.
Am 1. Januar 1946 begann ihr erstes Engagement am Stadttheater Freiberg im Stück Der Biberpelz von Gerhart Hauptmann. Geyer-Hopfe spielte dabei an der Seite von Inge Keller als Leontine. Nachdem sie diese einmal vertreten hatte, wurde Geyer-Hopfe häufiger als Krankheitsvertretung eingesetzt.
1952 wollte Helene Weigel Ursula Geyer-Hopfe an das Berliner Ensemble holen. Nach einem Gespräch in Berlin entschied sie sich aber aus privaten Gründen, in Dresden zu bleiben.
Ab 1953 spielte sie dann am Theater in Zwickau und von 1959 bis 1995 36 Jahre lang am Theater Junge Generation in Dresden, wo sie heute Ehrenmitglied ist.
Nebenbei war Geyer-Hopfe einige Male als Gast unter Klaus Dieter Kirst am Staatsschauspiel Dresden engagiert. 1995 holte Dieter Görne sie fest in das Ensemble des Staatsschauspiels, wo sie bis 2007 Ensemblemitglied war. Seitdem war sie durch Gastengagements mit dem Haus verbunden.
2013 wurde Geyer-Hopfe mit dem Kunstpreis der Landeshauptstadt Dresden ausgezeichnet.
Ursula Geyer-Hopfe lebte in Radebeul. Sie starb am 12. Januar 2023 im Alter von 98 Jahren.

## Neben dem Theater
Geyer-Hopfe gastierte als Regisseurin in Berlin, an der Staatsoperette Dresden und an den Landesbühnen Sachsen. Sie stand in Dresden bei Friedrich-Wilhelm Junge im Theaterkahn, in der Komödie Dresden und im Dresdner Kabarett Herkuleskeule auf der Bühne. Außerdem arbeitete sie für Rundfunk, Film und Fernsehen.

## Bühnenstücke (Auswahl)
Theater Junge Generation
- Romeo und Julia: Gräfin Capulet
- Der Weg ins Leben (Anton Semjonowitsch Makarenko): Lehrerin
- West Side Story: Tanzmeisterin
- Josef und Maria (Peter Turrini): Maria
- Mutter Courage und ihre Kinder: Mutter Courage

Soloabende
- Beim Aufräumen

Staatsschauspiel Dresden
- Richard III.: Königin Margret
- Mephisto: Generalin
- Die Herzschrittmacherin: Oma
- Rose (Martin Sherman): Rose